# Alatiliparis
Alatiliparis – rodzaj roślin z rodziny storczykowatych (Orchidaceae). Wyróżniony został przez polskich botaników – Dariusza Szlachetko i Hannę Margońską w 2001 roku. Zaliczanych jest do niego 14 gatunków epifitycznych, posiadających zazwyczaj dwa lancetowate liście na jednej pseudobulwie. Kwiatostany są dłuższe od liści, kwiaty są szeroko rozpostarte. Rośliny z tego rodzaju rosną w górskich lasach na wysokości około 1100–1900 m na Sumatrze i Jawie.

## Systematyka
Rodzaj sklasyfikowany do plemienia Malaxideae, podrodzina epidendronowe (Epidendroideae), rodzina storczykowate (Orchidaceae), rząd szparagowce (Asparagales) w obrębie roślin jednoliściennych.
Wykaz gatunków
- Alatiliparis angustiflora (J.J.Sm.) Szlach. & Marg.
- Alatiliparis aptenodytes (J.J.Sm.) Ormerod & Juswara
- Alatiliparis auriculifera (J.J.Sm.) Ormerod & Juswara
- Alatiliparis aurita (Ridl.) Ormerod & Juswara
- Alatiliparis bilobulata (J.J.Sm.) Ormerod & Juswara
- Alatiliparis cameronica (P.T.Ong & P.O'Byrne) Ormerod & Juswara
- Alatiliparis decurrens (Blume) Ormerod & Juswara
- Alatiliparis filicornes Marg. & Szlach.
- Alatiliparis hirundo (Holttum) Ormerod & Juswara
- Alatiliparis lepanthes (Schltr.) Szlach. & Marg.
- Alatiliparis leucophaea (Schltr.) Ormerod & Juswara
- Alatiliparis otochilus Marg. & Szlach.
- Alatiliparis speculifera (J.J.Sm.) Szlach. & Marg.
- Alatiliparis spiralipetala (J.J.Sm.) Ormerod & Juswara